# Historia del Rosenborg Ballklub

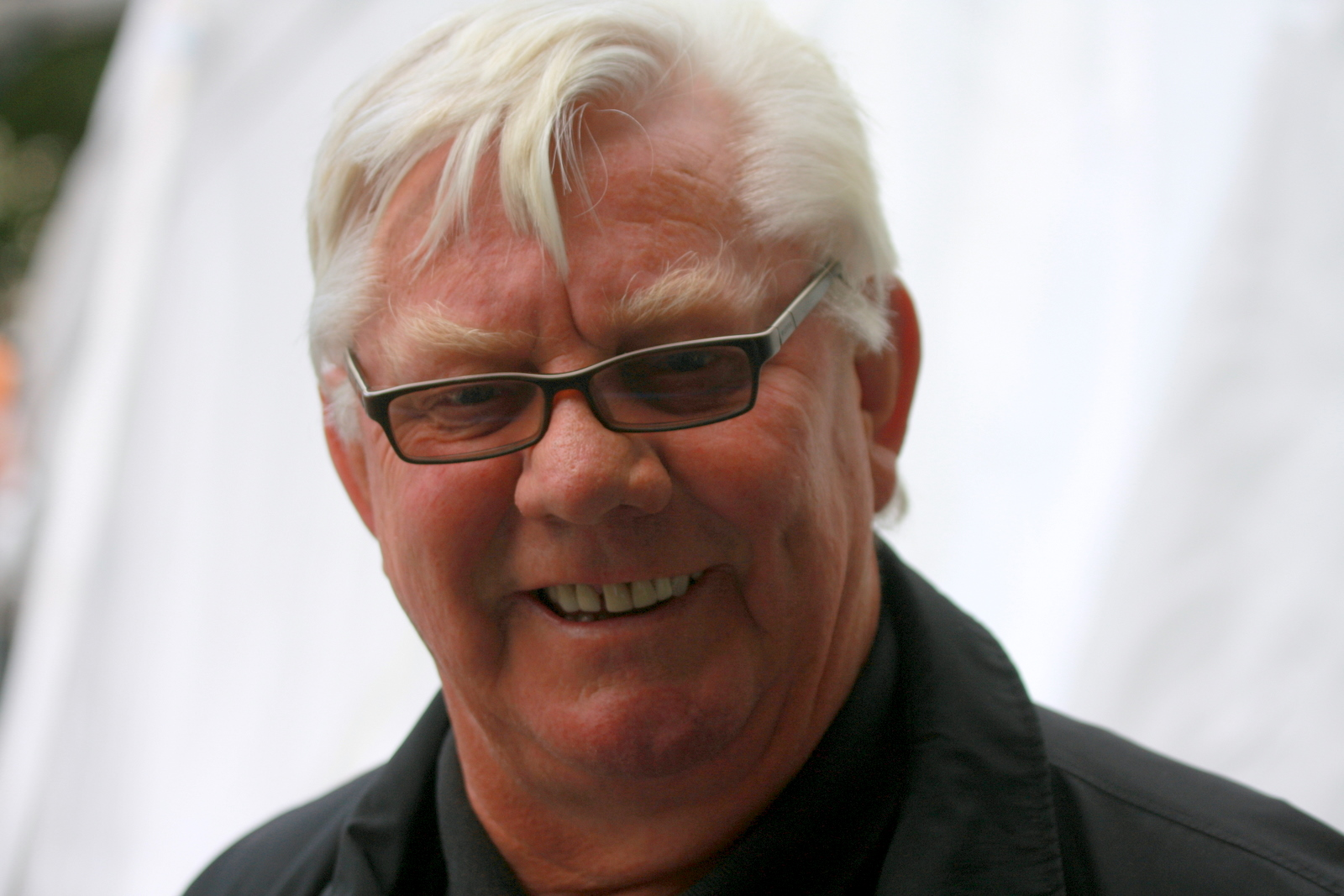
Nils Arne Eggen fue entrenador de Rosenborg durante varios períodos entre 1971 y 2010.

Rosenborg Ballklub es un club de fútbol de Trondheim, Noruega. Fue establecido en 1917 como Odd por 12 jóvenes y jugó amistosos locales, primero no se le permitió unirse a la Federación Noruega de Fútbol (NFF). Después se le concedió el permiso, tomó el nombre actual y se unió al sistema de liga en 1928. Hasta 1937, el Rosenborg jugó en la liga regional, tanto en la división A como en la división B, después de numerosos ascensos y descensos. Desde 1932, el equipo ha jugado en la Copa de Noruega. Es incluido en la Norgesserien de Noruega en 1937, pero la desintegración de la Segunda Guerra Mundial en 1940 causó un alto a todos los deportes organizados.
En 1945, el Rosenborg ganó la liga regional, convirtiéndose en campeones del distrito. Fracasó en la clasificación de la temporada siguiente, y pasó los años siguientes arriba y abajo entre la Tercera y Segunda División. En 1958-59, ganó la Tercera División, y la temporada siguiente ganó la Segunda División, lo que permite Rosenborg para jugar en la Hovedserien. Rosenborg tomó su primer trofeo de la Copa en 1960, pero en la temporada 1961-62 no pudo clasificarse para la Hovedserien de la temporada siguiente. El club pasó cuatro temporadas en la Segunda División, después de lo cual se ha desempeñado en el nivel superior, excepto en la temporada 1978. Rosenborg ganó la copa de nuevo en 1964, lo que le permitió jugar en la Copa de Europa de Campeones de Copa de la siguiente temporada. Ganó la 1. Divisjon en 1967, 1969 y 1971 (el último resulta con doblete).
El próximo trofeo de la 1. Divisjon fue ganado en 1985, y luego en 1988 y la Tippeligaen de 1990. Desde 1992 hasta 2004, el Rosenborg tomó 13 trofeos de liga consecutivos, y desde entonces también ganó tres más. El club tuvo un éxito limitado en los torneos de la UEFA, nunca ha llegado más allá de la primera ronda, llegó a la fase de grupos de la Liga de Campeones de la UEFA en 1995, posteriormente llegó a ocho veces consecutivas, y once veces en total. El éxito en la década de 1990 en gran medida se ha acreditado al entrenador Nils Arne Eggen. Después de su retiro el año 2002, el club pasó por ocho directivos.

## Odd
El club fue fundado por un grupo de doce jóvenes de 17 años de edad del barrio de Rosenborg el 19 de mayo de 1917. Fue nombrado Odd, después de que el club con el mismo nombre en Skien, que en ese momento era el equipo más exitoso de Noruega. La cuota de socio se establece en 0,25 Corona noruega (NOK) por semana, el mismo precio que un boleto de cine que les permitiría tener fondos suficientes para comprar un kit dentro de un año. El equipo ha hecho algunas prácticas en el área Solhaug durante el verano, pero no pudo encontrar ningún otro equipos para programar partidos en contra.
El 19 de mayo de 1918, el tesorero Karl Skagen presenta un kit completo para todos los doce miembros. La parte superior era de color azul con detalles de color amarillo, mientras que los cortos eran blancos. El primer partido del equipo se llevó a cabo a mediados de julio contra Falk, que Odd ganó 2-1. Durante la temporada, el club tenía problemas con dejar jugadores suficientes para satisfacer los partidos, sobre todo por el trabajo por turnos. Hasta entonces, solo los fundadores habían sido miembros, pero a partir de 1919 se reclutaron nuevos jugadores. A partir de ese año, el club también comenzó a organizar fiestas de baile.
Odd como muchos de los otros clubes en Trondheim no era miembro de la NFF. Jugaron torneos no oficiales y partidos contra otros clubes privados de la zona. Durante la década de 1920, el número de clubes que unen la NFF aumentó rápidamente, en 1923 Odd solo jugó un solo partido en toda la temporada. En 1924, la reunión anual decidió empezar a trabajar con la unión NFF través Trondheim Football District, aunque no sin discrepancias. Esta cuestión, junto con un número de personas más jóvenes se unen al club, dio lugar a un cambio de generación.
Trygve Falstad y Richard Olsen se convirtieron en los jugadores más importantes del equipo, y al mismo tiempo comenzaron a negociar el derecho a afiliarse a NFF. En ese momento, el distrito fútbol no quería aceptar clubes adicionales, afirmando que había campos suficientes para jugar, y que las personas que quieren jugar al fútbol son libres de unirse a los clubes existentes en la ciudad. Olsen asumió el cargo de presidente del club en 1926 y envió una solicitud de adhesión al distrito de fútbol en julio. Fue aprobada por la junta directiva del distrito con un solo voto decisivo. Debido a las reglas de NFF que no hay dos clubes podrían tener el mismo nombre, Odd cambió su nombre por el de Rosenborg Ballklub.

## Años antes de la guerra
A pesar de ser aceptado en 1926, Rosenborg tenía una cuarentena de un año antes de que se les permitiera jugar en la liga regional y jugaron por primera vez en la liga desde la temporada de 1928. En ese momento, el distrito tenía ligas en dos niveles, A y B, que desempeñaron en un solo torneo de un sistema de todos contra todos cada temporada de verano. Tanto en 1928 y 1929, el Rosenborg ganó la liga esta última con seis de seis posibles victorias, pero en ambas ocasiones no ganó la promoción de play-off, primero contra Nacional y luego contra Rapp, en la prórroga. En 1931, el Rosenborg se realizó correctamente, ganó todos los partidos de Liga y venció a Nacional en los playoffs. El mismo año, el jugador más importante Øivind Skagen murió de tuberculosis. La temporada de 1932 fue un fracaso; el equipo tuvo ningún entrenador, y pasó meses sin ningún entrenamiento. El equipo perdió tres de cuatro partidos, incluyendo una goleada 9-2 en contra SK Freidig. A partir de ese verano, el equipo hizo dos entrenamientos por semana, pero no fue suficiente para evitar el descenso. La temporada también vio el debut del club en la Copa de Noruega.
En enero de 1933, el jugador estrella del club Sigurd Sikken Fossum anunció que se iba a ir a SK Brage en la liga superior, el primer incidente de clubes que pescan un jugador en el centro de Noruega. Él criticó Rosenborg por no tener entrenamientos suficientemente organizados, y en parte debido a esto los entrenamientos se hicieron más estructurados. El equipo tuvo éxito en ganar la Liga 1934 B y de nuevo fueron promovidos a la liga A de tras vencer Rapp en una promoción de play-off. Pero un partido de venganza contra Sikken no fue posible después de que él murió en un accidente de trabajo. Al final del año, otros tres jugadores abandonaron el club por SK Trondheims-Ørn, esta vez por razones políticas. Rosenborg se encontraba en un barrio de trabajo, pero había optado por unirse a la NFF de la Arbeidernes Idrettsforbund (AIF). Con el aumento de la conciencia de clase de los mediados de los años 1930, los políticos socialistas y sindicalistas animaron a la gente a tomar partido por el lugar de unirse a los clubes deportivos de los trabajadores. Odd había considerado unirse a AIF a finales del 1920, pero sobre todo debido a la política de admisión restrictiva de NFF. Casi todos los miembros del club eran de la clase obrera, pero la directiva del club declararon que no era necesario para crear la política de deportes.
En 1934, el Rosenborg conservó su lugar en la liga A, terminando cuarto. En enero de 1935, el club estableció un equipo de hockey sobre hielo. El objetivo era inicialmente establecer una buena posibilidad de formación para los jugadores durante el invierno, cuando los campos de fútbol de la ciudad fueran cubiertos por el hielo y la nieve. La iniciativa fue tomada por Harald Petersen, Olav Fossum y Trygve Falstad, que estaban preocupados de que el equipo de fútbol volvería a perder partidos porque estaban más aprisa por los opositores. Al principio, el entrenamiento se llevó a cabo en un lago congelado en Lian, Liavannet. Las dos temporadas siguientes, Rosenborg fueron subcampeones en la liga A. En 1937, un sistema de iluminación fue instalado en el campo en Solhaug, lo que permitió que el terreno de juego que se helara.
La temporada de 1937 Rosenborg acabó en quinto en la liga A, aunque por primera vez avanzó más allá de la segunda ronda de la copa, de llegar a octavos de final, donde se les venció 0-5 por Fredrikstad FK. A partir de la temporada 1937-38, la Liga de Noruega fue creada, una liga superior nacional, con 11 conferencias con una eliminación directa al final de la temporada para ser un campeón nacional. En la temporada inaugural, Rosenborg participó en doce partidos, terminando sexto. La temporada siguiente, el Rosenborg ganó en su conferencia y ganaron con Kristiansund FK en los cuartos de final de la eliminatoria. En la semifinal, Skeid Fotball empataba 0-0 hasta que dos minutos antes del final del tiempo regular, Skeid anotó el gol del triunfo.
La Liga de Noruega 1939-40 fue cancelada después de las vacaciones de invierno a causa de la Campaña de Noruega. Se hicieron intentos poco entusiastas para hacer que los deportes que se ejecutan durante la guerra, pero en noviembre de 1940, las federaciones deportivas se declararon en huelga, poniendo fin a todo el juego por la duración de la ocupación. Los jugadores de Rosenborg y otros equipos se reunían en secreto en campos remotos en la noche y los fines de semana a jugar partidos organizados, a menudo con equipos mixtos. Los equipos fueron nombrados Niffs y Fiffico, y los resultados fueron anunciados en lugares públicos a través de poemas crípticos no comprensibles por los soldados alemanes. Rosenborg realizó entrenamientos en campos locales, y que a veces tomó excursiones de un día o semana alrededor de Trøndelag para jugar partidos amistosos, a menudo sin o con permisos de viajes falsos. A lo largo de la Segunda Guerra Mundial, Rosenborgbanen fue utilizado por los soldados alemanes que estaban estacionados en la Fortaleza de Kristiansten.

## Ascensos y descensos

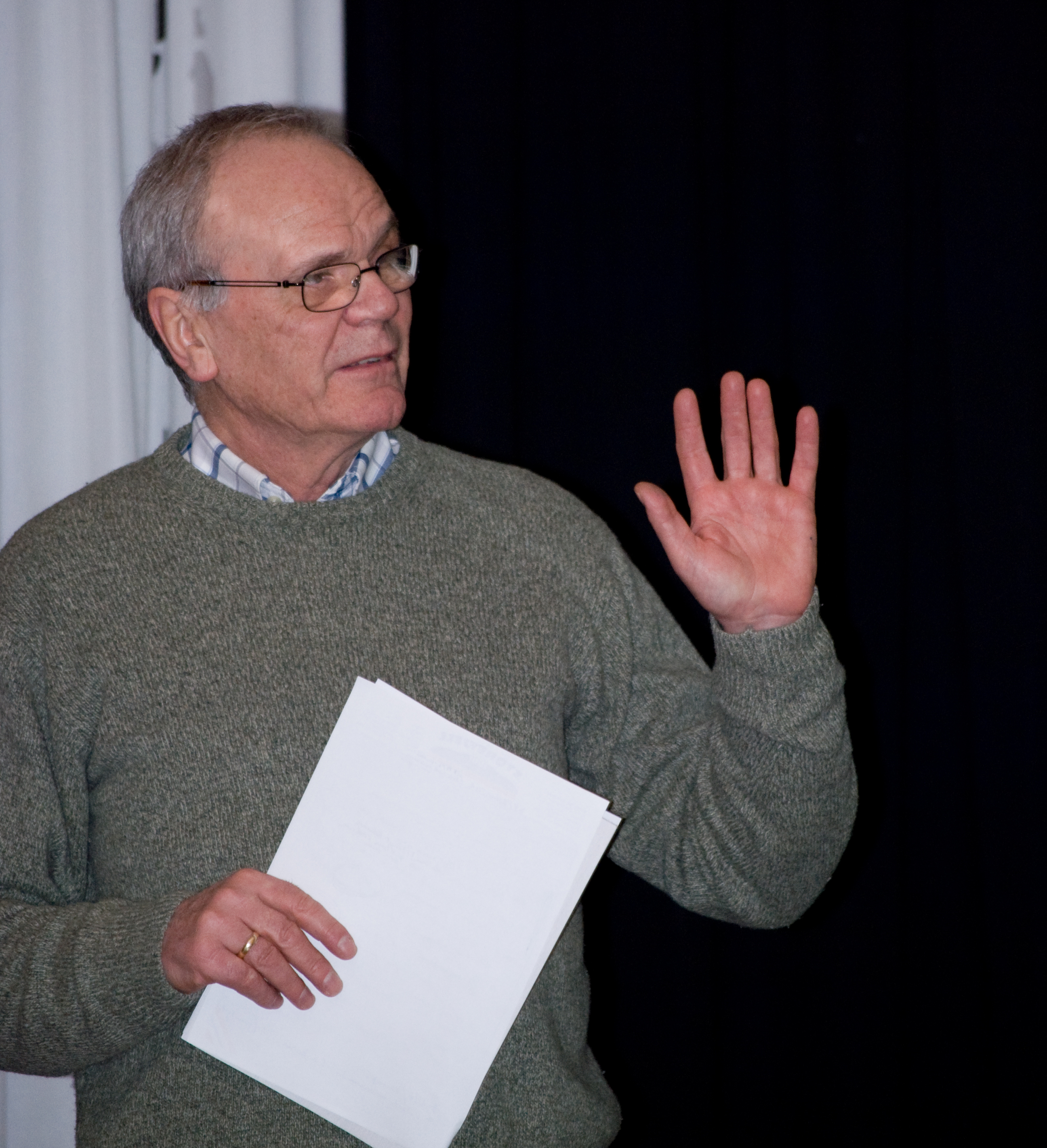
Eldar Hansen anotó cinco goles en la final de la Copa de Noruega de 1960.

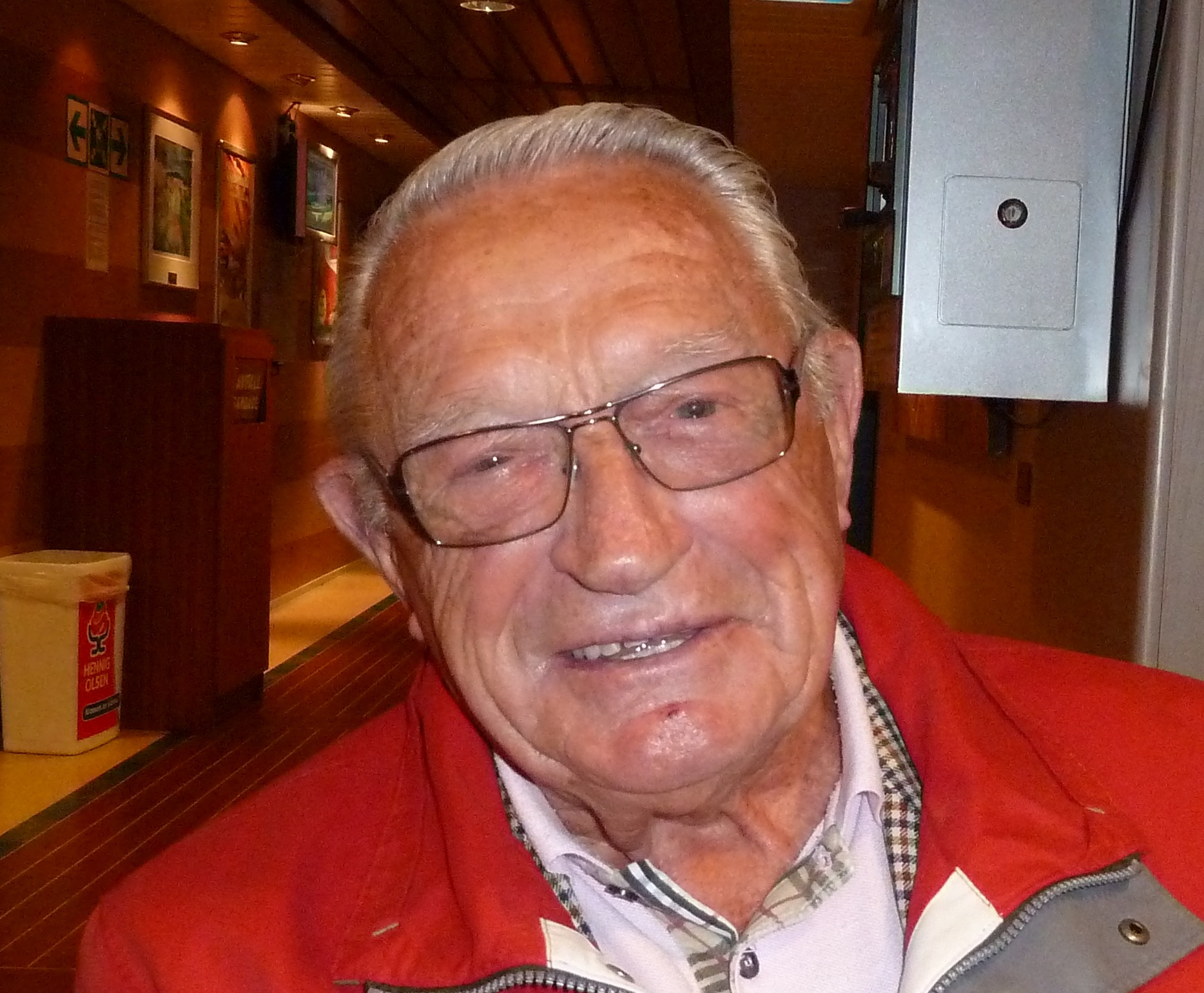
Petersen utilizó a su cliente ganador de plata olímpica de boxeo Henry Tiller y a Hjalmar Andersen†, el medallista de oro olímpico en patinaje de velocidad sobre hielo, para introducir nuevos métodos de entrenamiento en el club, que se centró más en la formación básica, tales como carreras de larga distancia y sit-ups.

El primer juego de la posguerra tuvo lugar como visitante contra Buvik IL, el 3 de junio de 1945, primero con el equipo B perdiendo 5-1 y después con el equipo A ganando 1-2. Los clubes deportivos de Östersund en Suecia enviaron paquetes con los zapatos y kits de Rosenborg, en kits verdes y los otros equipos en blanco y rojo. Los zapatos fueron distribuidos a los jóvenes jugadores prometedores, en lugar de establecer a los jugadores del equipo A. La temporada de 1945 vio a la vez un torneo de capacitación que se jugó en Östersund, el Rosenborg ganó una liga y ganó el campeonato del distrito después de vencer al SK Falken 1-0. Rosenborg también creó una división de mujeres, después de la iniciativa de 12 mujeres, que entraron en la liga de balonmano. El equipo de balonmano para los hombres se creó la siguiente temporada, que ganó los campeonatos de distrito en su temporada inaugural.
La temporada 1946-47 vio el establecimiento de ligas regionales de calificación para determinar qué equipos podrían clasificarse para la Liga de Noruega. Rosenborg terminó séptimo en la liga, y jugó al año siguiente en la Tercera División. En 1948, Harald Petersen dimitió como presidente, después de haber ocupado el cargo de forma intermitente desde 1923, después la NFF le había excluido después de que un boxeador profesional había jugado un partido durante la huelga de los deportes en 1941. Sin embargo, seguía siendo el entrenador en jefe del equipo hasta 1954. La temporada 1947-48 vio a Rosenborg ganar la liga conferencial, pero pierde la promoción de play-off. La temporada siguiente, volvió a ganar la liga, y esta vez tuvo éxito en la promoción, lo que les permitió jugar en la Liga Regional de la temporada 1949-1950. En las tres temporadas siguientes, el Rosenborg se mantuvo en la Liga Regional, terminando tercero en 1950-1951, pero terminando octavo y último en la temporada siguiente y siendo relegado de nuevo a Tercera División. El equipo permaneció dos temporadas allí, terminando segundo en 1952-1953, y ganando la temporada 1953-54, después Asbjørn Jøssund había asumido el cargo de gerente y director técnico.
La temporada 1954-55 vio el equipo permanecer en la Liga Regional, terminando quinto. En la Copa de Noruega de 1955, el equipo llegó a los octavos de final, donde perdió 4-2 contra el Larvik Turn, de doble vigente campeón de la Liga Mayor. El equipo estaba en la necesidad de los jugadores más jóvenes, pues muchos jugadores del equipo se retiraron después de la temporada 1955. La temporada 1955-56 vio cuando Rosenborg fue relegado de nuevo a la tercera división, pero ganó la siguiente temporada y fue promovido, para terminar de nuevo en la Liga Regional de la temporada 1957-1958 y ser relegado. En la temporada 1958-59, el Rosenborg ganó su conferencia de la Tercera División por cuarta vez en siete años, y el año siguiente ganó su conferencia en la Liga Regional. La división femenina fue cerrada en 1958.
El equipo jugó en la Liga Principal para la Hovedserien 1960-61, en el que terminó tercero en la Conferencia B. Sin embargo, fue la copa la que haría la temporada de desintegración a través de la Copa de Noruega de 1960 de Rosenborg. La temporada anterior, el equipo había llegado a octavos de final, pero en 1960 el equipo llegó a la final de la Copa de Noruega de 1960, en el que en el primer partido empató 3-3 contra Odd, y en el segundo partido ganó 3- 2, con dos juegos entrando en la prórroga, dando a Rosenborg como campeones del fútbol noruego. Cinco de los goles del Rosenborg fueron anotados por Eldar Hansen. En la Hovedserien 1961-62, el Rosenborg entró en la Liga Maratón, de 16 equipos, la liga de 30 partidos duraría desde la primavera de 1961 hasta el otoño de 1962, y permitió que las dos conferencias de la Liga Principal pudieran fusionarse en una sola, una liga Primera División de diez equipos. John Krogh hizo su debut con el Rosenborg esa temporada, y también se convirtió en el primer jugador del club en jugar en la Selección de fútbol de Noruega durante 1962. La temporada también vio jugar a Rosenborg su primer amistoso internacional, perdiendo 1-3 y 3-0 contra Dunfermline Athletic Football Club de Escocia. Rosenborg terminó en el noveno lugar, y se perdió el objetivo de llegar a la Primera División por dos puntos y un solo lugar.
Rosenborg todavía no era el equipo de fútbol dominante de Trondheim, y clubes como Brage, Falken, Freidig, FK Kvik, Nidelv IL y Ranheim Fotball eran todavía capaces de vencer a Rosenborg en un buen día. Rosenborg fichó al delantero Tor Kleveland de cara a la temporada 1963, y aún tenía todo el equipo ganador de la Copa y Krogh, lo que hizo que el Rosenborg fuera más popular de los equipos de Trondheim. Hasta 8.000 espectadores verían partidos en Lerkendal. La temporada terminó con un tercer puesto, pero después Krogh transferido a la Högadals IS sueco. Rosenborg terminó de nuevo en el tercer lugar en la liga, detrás del Nidel el mejor equipo de la ciudad para la temporada. Sin embargo, el Rosenborg logró llegar a la final de la Copa de Noruega de 1964, después de vencer a Skeid en octavos de final, Vålerenga Oslo IF en las semifinales, y ganó la copa después de vencer a Sarpsborg FK 2-1 en la final. La temporada también vio un viaje a Astracán en la Unión Soviética.
En la temporada 1965, el delantero Odd Iversen hizo su debut con el equipo A, anotando una tripleta contra Kvik. Ese otoño, Rosenborg jugó su primer torneo de la UEFA, la Recopa de Europa 1965-66. El primer partido fue como visitante contra el KR Reykjavík de Islandia, que Rosenborg ganó 3-1, un resultado repetido en el partido en casa. En la segunda ronda, el Rosenborg jugó contra FC Dinamo de Kiev; que perdió 1-4 en casa ante un equipo con gran parte de jugadores de la Unión Soviética, mientras que en el partido fuera de casa Rosenborg se mantuvo con los soviéticos, pero finalmente perdieron 2-0. Es la única vez que el Rosenborg ha participado en la Recopa de Europa de fútbol. En la ronda final, perdió 1-2 ante el SK Brann Bergen, mientras Kvik perdió 2-8 contra Hødd, la puntuación exacta necesaria para IL Hødd para poder escalar y pasar al Rosenborg en la tabla. Antes del 1966, el Rosenborg perdió un número de jugadores clave. Varios de los nuevos jugadores se trajeron, incluyendo el Campeonato Mundial de Esquí Nórdico de 1966 en salto de esquí, Bjørn Wirkola. El equipo ganó la liga de tres rondas antes de que termine la temporada. La división de balonmano de los hombres fue cerrada en 1966.

## Equipo de Primera División

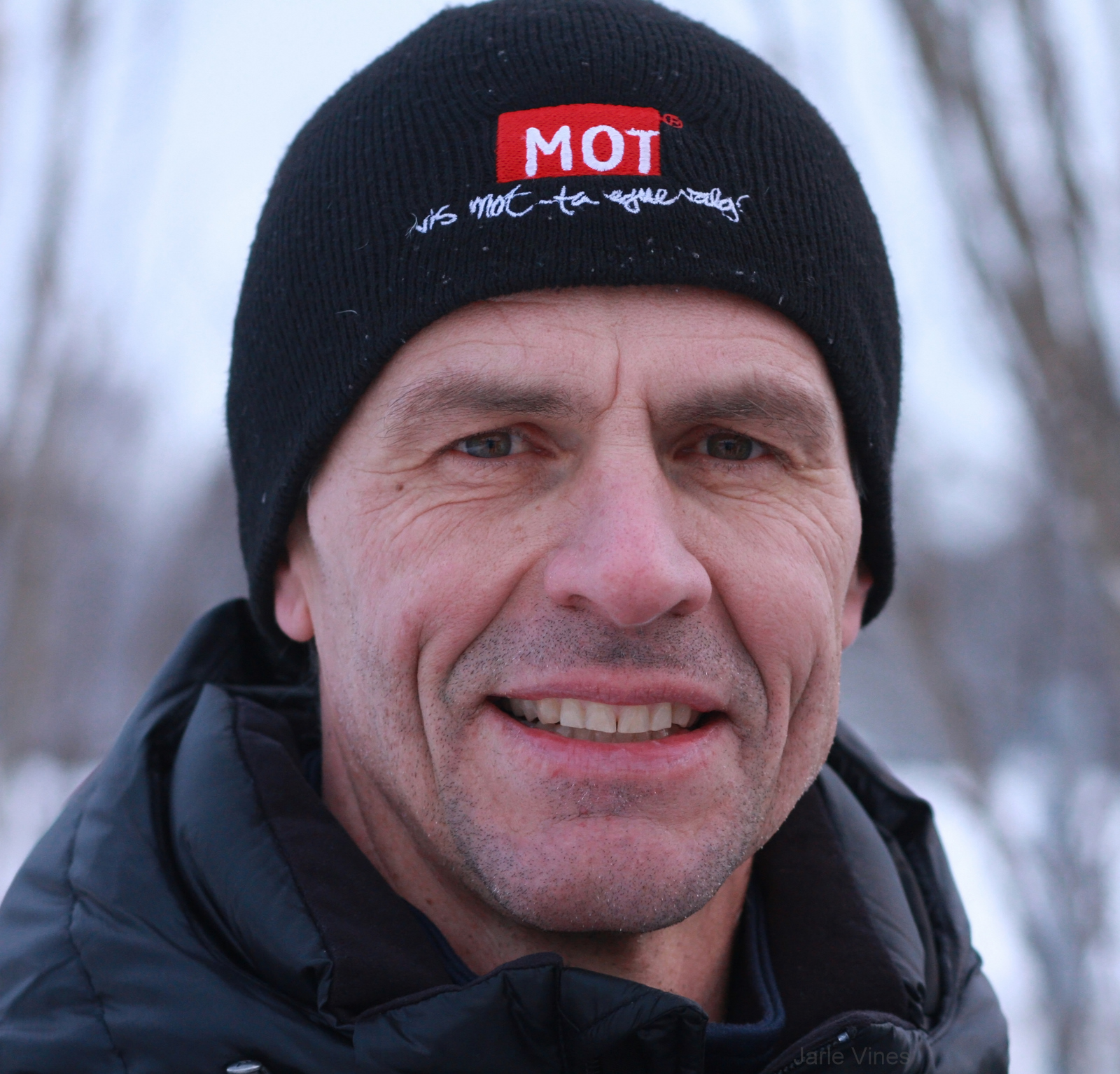
Rune Bratseth llega al Rosenborg con 22 años, gracias al club se convierte en internacional con durante 8 años.

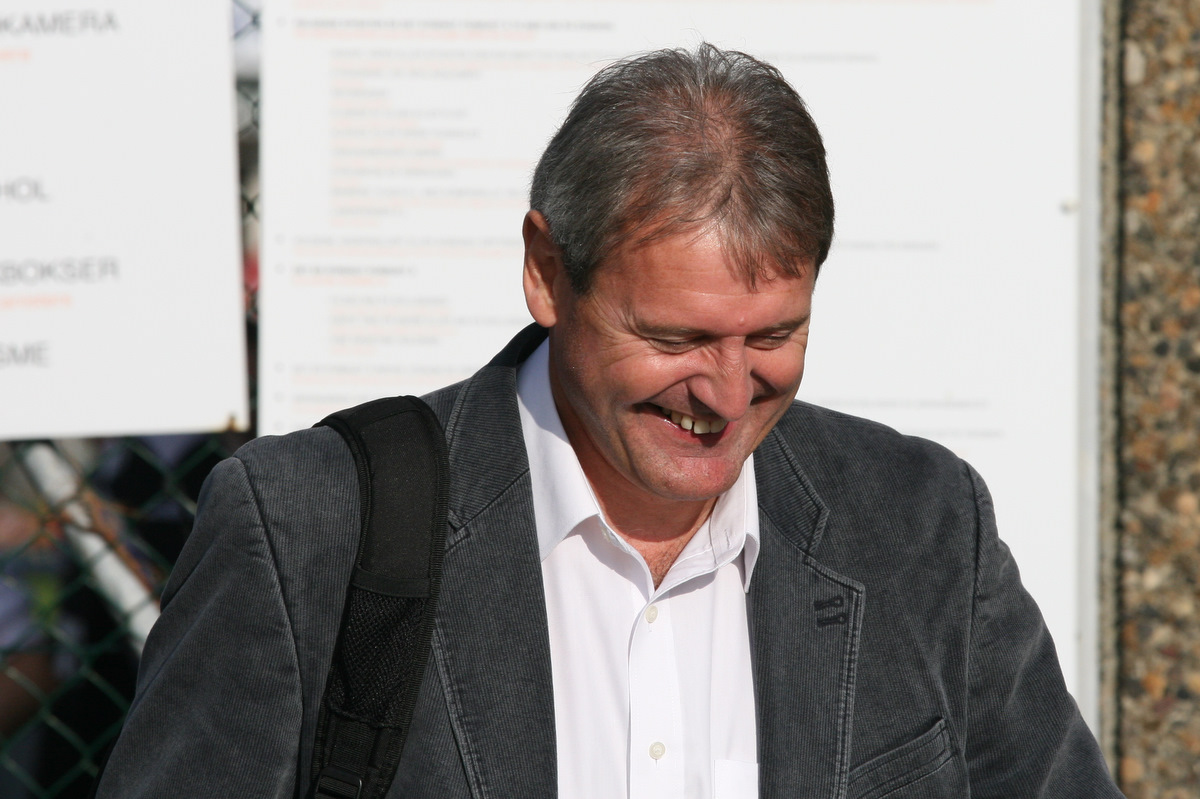
Arne Dokken llegó a Rosenborg en 1984, ganó la Primera División de Noruega de 1985, en 1986 con 31 años se retira del Rosenborg y del fútbol profesional para convertirse en entrenador del club.

Nidelv transmita a Harald Sunde, quien jugó en el equipo nacional, se transfirió a Rosenborg. El dúo delantero jugó un papel decisivo la victoria del Rosenborg en la Primera División de Noruega de 1967; otros jugadores importantes fueron Nils Arne Eggen, Jan Christiansen, Svein Haagenrud. Después de vencer a Brann 3-1 en frente de 26 000 espectadores en Lerkendal en la semifinal de la copa Rosenborg perdió 1-4 contra FC Lyn Oslo en la final. La temporada 1968 del Rosenborg Ballklub vio a Rosenborg convertirse en subcampeón de la Primera División de Noruega de 1967 y llegar a las semifinales de la copa. Iversen marcó 30 goles en 18 partidos de liga. El equipo también jugó contra SK Rapid Viena en la Copa de Campeones de Europa 1968-69; la asistencia de 22,492 espectadores permanece Rosenborg casa récord partido europeo.
Al año siguiente, el inglés George Curtis fue contratado como entrenador en jefe. Rompió con la tradición del Rosenborg de jugar al fútbol ofensivo y entretenido, y en su lugar introdujo una estrategia defensiva más rígida, con las alas a menudo funcionamiento espaldas secundarios como extras. El número de goles marcados disminuyó de 53 a 36, la asistencia cayó, pero el club ganó la liga cómodamente. El equipo jugó contra Southampton Football Club en la Copa de Ferias 1969-70.
Y hasta entonces, la selección del equipo fue hecha por un comité de selección, mientras que Curtis y sus procesadores eran entrenadores y no gerentes. Curtis exigió que si iba a continuar como entrenador en jefe, él también iba a tener el papel de gestor-el derecho de seleccionar el equipo. Antes de la temporada 1970, Iversen y Sunde fueron vendidos al equipo belga Racing de Malinas de entre 200.000 y 300.000 coronas cada uno. Para compensar, Geir Karlsen fue traído de Odd. La Primera División de Noruega de 1970 dio lugar incluso el trabajo más a la defensiva, con el objetivo de conseguir un segundo lugar, con el equipo anotando 15 goles y solo dejando encajar 5 goles en 18 partidos. En la Copa de Campeones de Europa 1970-71, el equipo perdió 0-7 en el global ante el Standard Lieja.
Curtis dejó Rosenborg después de la temporada, y Eggen fue contratado como nuevo gerente con Tor Røste Fossen como su asistente. Combinó trabajo defensivo de Curtis con una mayor creatividad en el juego ofensivo, lo que aumentó el valor de entretenimiento y aseguró la ventaja. Con la fuerza de un zaguero fuerte, dirigido por el Centro respalda Kåre Rønnes y Bjørn Rime, el club ganó su primer doble después de vencer a Fredrikstad en la final de Copa de Noruega de 1971. En la Copa de la UEFA 1971-72, el equipo avanzó pasando por el HIFK Fotboll, y perdió ante Lierse SK de Bélgica sobre la regla del gol de visitante. La temporada 1972 del Rosenborg Ballklub comenzó con una caída en el entusiasmo entre los jugadores, y para mediados de la temporada estaba más cerca del descenso que una medalla. La situación mejoró con el regreso de Hauge, y al final el equipo terminó en cuarto lugar y perdió la final de Copa de Noruega de 1972. contra el Brann. En la Copa de Campeones de Europa 1972-73, el club perdió ante el Celtic Football Club.
La temporada 1973 del Rosenborg Ballklub vio a Fossen asumirse como gerente y Kleveland como presidente. Iversen regresó de Bélgica, después de que el club había planteado las necesarias NOK 130.000. Rosenborg terminó como subcampeón tanto en la liga y la copa. La temporada 1974 del Rosenborg Ballklub vio a Rosenborg acabando octavo en la liga. En la Copa de la UEFA 1974-75, el Rosenborg consiguió su mayor derrota de todos los tiempos, perdiendo 1-9 contra Hibernian Football Club. Rønning se retiró después de la temporada, y se convirtió en el nuevo gerente, junto con Christiansen. La temporada 1975 del Rosenborg Ballklub terminó con un cuarto lugar en la liga, y vio la desintegración a través de Svein Grøndalen y Jan Hansen. Después de la temporada, Iversen transferido a Vålerengen.
Curtis se había convertido en entrenador de la selección nacional de fútbol de Noruega, un trabajo que había realizado hasta mediados de 1974, cuando fue herido de gravedad en un accidente de coche, donde mataron a su novia. Él fue contratado nuevamente como director Rosenborg para la temporada 1976 del Rosenborg Ballklub, pero se debilitó tanto física como mentalmente después del accidente. Después de un desacuerdo pretemporada con él, Rime dejó Rosenborg por Røros IL en la Tercera División. Rosenborg terminó perdiendo por ellos en la Copa de Noruega de 1976. Curtis fue despedido en agosto, y Eggen, que también había asumido el cargo de gerente de la selección nacional, fue contratado como consultor y gerente De facto. En la liga del club terminó en octavo lugar.
Rime fue contratado como entrenador de cara a la temporada 1977 del Rosenborg Ballklub, que terminó en un solo triunfo, el último lugar de la liga y el descenso. La temporada 1978 del Rosenborg Ballklub vería a Rosenborg jugar un clásico deportivo por primera vez en doce años, contra Strindheim IL, la dirección del club estaba preocupada de que el descenso sería el fin de la posición del club como el equipo principal de la ciudad. El club se trasladó sus oficinas al cuartel de alemanes en la guerra, que se encuentra fuera de Lerkendal y Eggen fue contratado de nuevo como entrenador. La temporada la integración de tres jóvenes jugadores (Øivind Husby, Ola By Rise y Knut Torbjørn Eggen) y el Rosenborg terminó ganando la liga y de siendo promovido y Eggen se convirtió en el máximo goleador.
La temporada 1979 del Rosenborg Ballklub vio a Rosenborg acabar sexto en la liga. Antes de la temporada 1980 del Rosenborg Ballklub, Iversen fue comprado a Vålerengen por NOK 50.000. En Rosenborg faltaba un mediapunta para poner en el centro del campo. Antes de la temporada 1981, el Rosenborg firmó con Sverre Brandhaug por NOK 100.000, la primera vez que el club tuvo que pagar para firmar el talento local. El 16 de mayo jugó en la noche antes del Día de la Constitución noruega, se jugó esa temporada, que se convirtió en un evento anual que la mayoría de las temporadas se convirtió en el partido más visto. La asistencia se disparó, en el partido con Vålerengen asistieron 21.000 personas. Aunque lideró la liga durante la mayor parte de la temporada, el equipo perdió los cuatro últimos partidos, y terminó en el tercer lugar. Eggen concluyó que, si bien el equipo tuvo muchos buenos jugadores individuales, carecía de coordinación de cooperación suficiente, lo que más tarde sería la esencia de su filosofía. En la temporada 1982 del Rosenborg Ballklub, donde el equipo terminó sexto en la liga, Iversen fue más utilizado como reserva; se retiró después y se le dio el primer partido testimonial del club.
Antes de la temporada 1983 del Rosenborg Ballklub, Eggen optó por dar prioridad a su trabajo de enseñanza, y Tommy Cavanagh fue contratado como gerente. En Noruega, el entrenador de términos y el gerente trabajan indistintamente. Cavanagh había sido entrenador en el Manchester United Football Club, donde había hecho un excelente trabajo en exactamente eso, pero carecía de las habilidades en la selección del equipo, las tácticas y la inspiración. Utilizó los jugadores en la posición incorrecta, y encargó que la pelota sea jugada más por el centro del campo, por lo que es imposible utilizar el creador de juego. Él creía en la descomposición de los jugadores y luego en la construcción de ellos, y era indiscutiblemente buen entrenador. Para el verano, su estilo estaba costando a los jugadores del club: Eggen fue transferido a Orkanger IF en la Cuarta División, mientras que Husby fue transferido a Brøndby en Dinamarca. Cavanagh fue despedido en agosto, momento en el que el club era penúltimo en la liga, y Eggen asumió el cargo de gerente para el resto de la temporada. El equipo terminó en séptimo lugar. El presidente Erling Meirik se retiró como consecuencia de la contratación, que indica que en el futuro, el club debe contratar a personas sobre la base de más de su reputación y que se debe buscar la asistencia judicial con el contrato.
Eggen propuso en 1982 que Bjørn Hansen fuera su sucesor, y después del incidente con Cavanagh, gestionó el contrató de Hansen. Estaba tranquilo, pedagógico, táctico y continuó con la misma filosofía de fútbol que Eggen había estado usando. Se firmó con el delantero Arne Dokken transferido desde el Panathinaikos y el defensa talento local Rune Bratseth. La temporada 1984 del Rosenborg Ballklub resultó en un sexto lugar. Antes de la temporada 1985 del Rosenborg Ballklub, Roger Albertsen, Trond Sollied y Gøran Sørloth firmaron con el club. En septiembre, Hansen se retiró como director, a petición propia, y fue reemplazado por Dokken. El último partido de la temporada sería un partido decisivo contra el Lillestrøm SK. El juego marcó un récord de asistencia al Lerkendal de 28.569 espectadores, y vio a Rosenborg capturar el título de Liga tras ganar 1-0.
Torkild Brakstad fue contratado como gerente de cara a la temporada 1986 del Rosenborg Ballklub. En julio, después de los malos resultados, los contribuyentes estaban alborotados y enviaron una carta formal a la dirección criticando la mayoría de los aspectos de su trabajo. Brakstad fue despedido en julio, y Dokken fue contratado de nuevo como director, con la condición de que él también se le permitió dirigir al equipo la temporada 1987 del Rosenborg Ballklub. Dokken llevó al equipo a un octavo lugar en la liga, y una victoria sobre Linfield Football Club y una derrota con Estrella Roja de Belgrado en la Copa de Campeones de Europa 1986-87. La temporada de 1987 vio la extraña regla que todos los partidos de liga debían ser determinados con una tanda de penaltis, con un punto de ventaja a los ganadores. Junto con los juegos el sábado, el objetivo era hacer los juegos más atractivos. En su lugar, la asistencia tocó fondo, con solo 1.000 espectadores viendo los partidos del Lillestrøm. Rosenborg tuvo 11 penaltis en 22 partidos y perdió 7 de ellos. El equipo terminó cuarto en la liga.

## Era Eggen

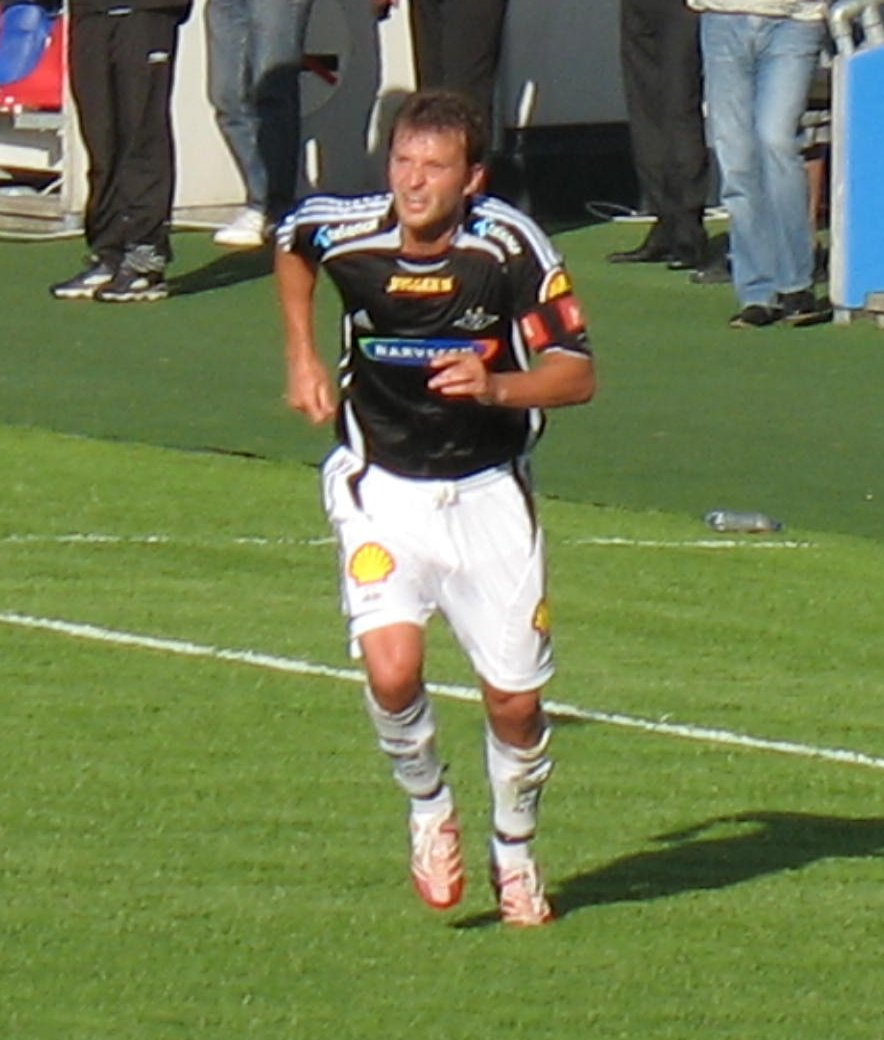
Roar Strand jugó 21 temporadas para Rosenborg.

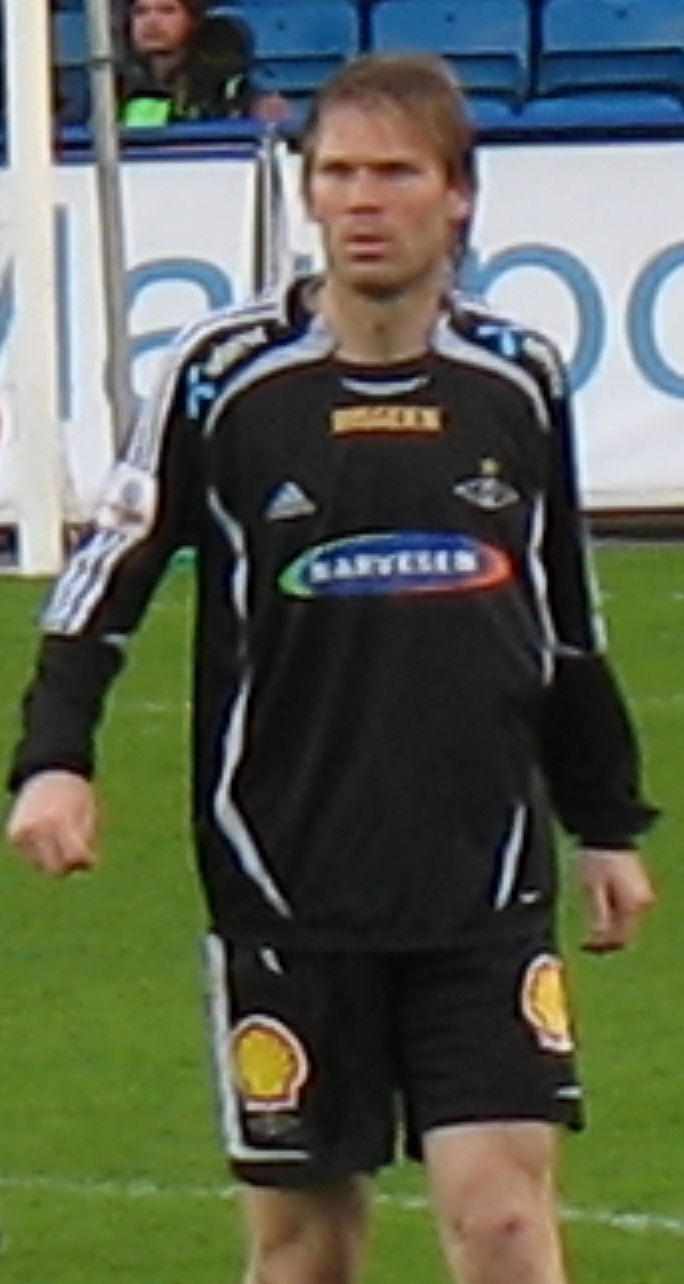
Rosenborg vio nacer a Bjørn Tore Kvarme en 1991 y lo vio irse en 1997, además volvió a en 2005 Rosenborg para retirarse en 2008.

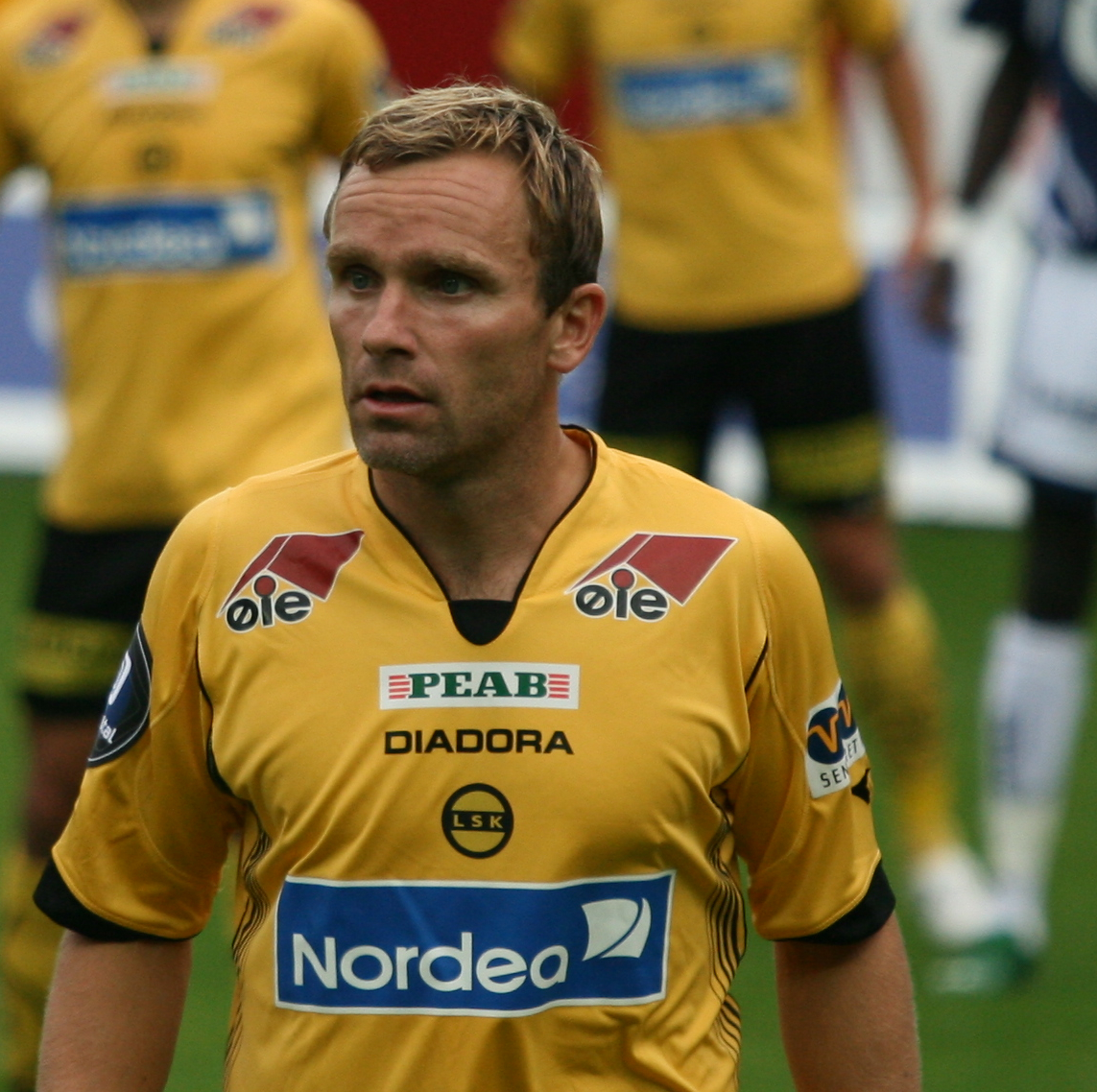
Todo lo que Ståle Stensaas ganó (8 Tippeligaen y 1 Copa de Noruega), lo ganó con Rosenborg.

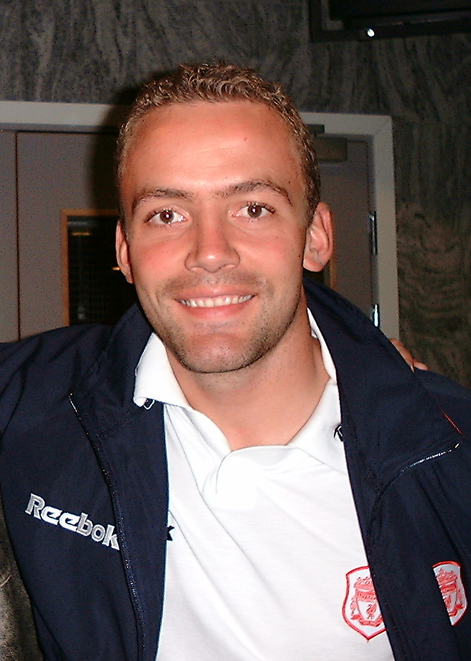
Vegard Heggem llegó a Rosenborg en 1995 con solo 20 años.

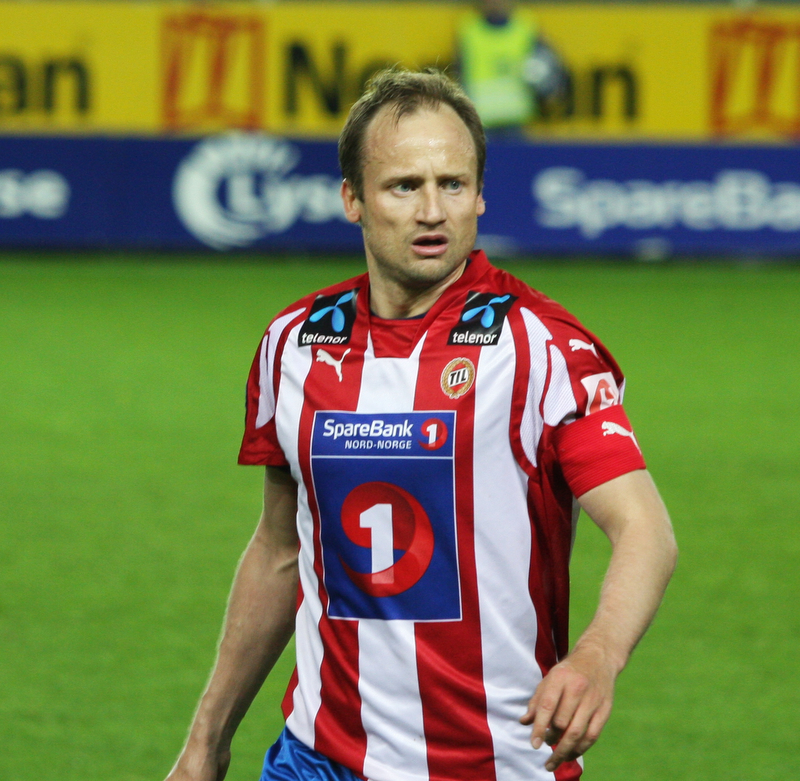
Sigurd Rushfeldt llegó a Rosenborg en 1996 con solo 24 años.

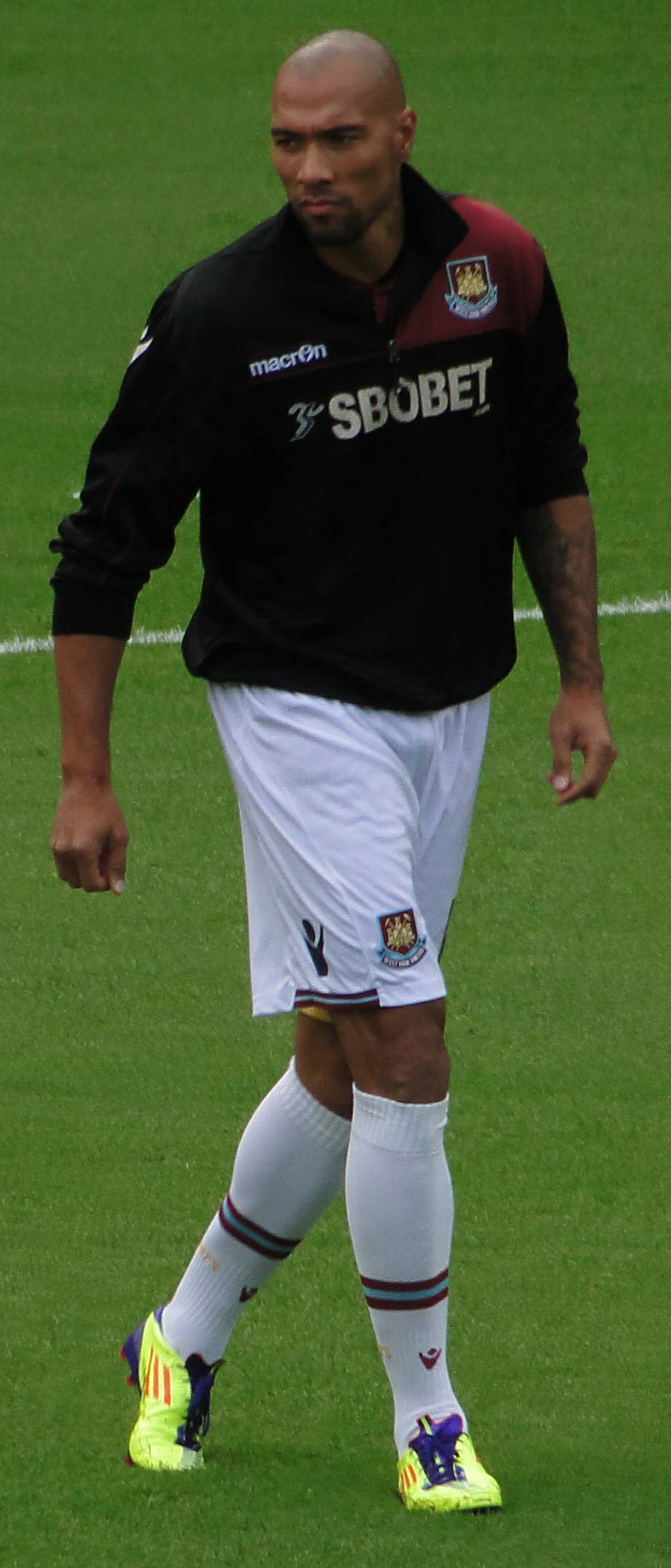
John Carew duró poco con Rosenborg, sin embargo, fue ficha clave en la obtención de la Tippeligaen 1999.

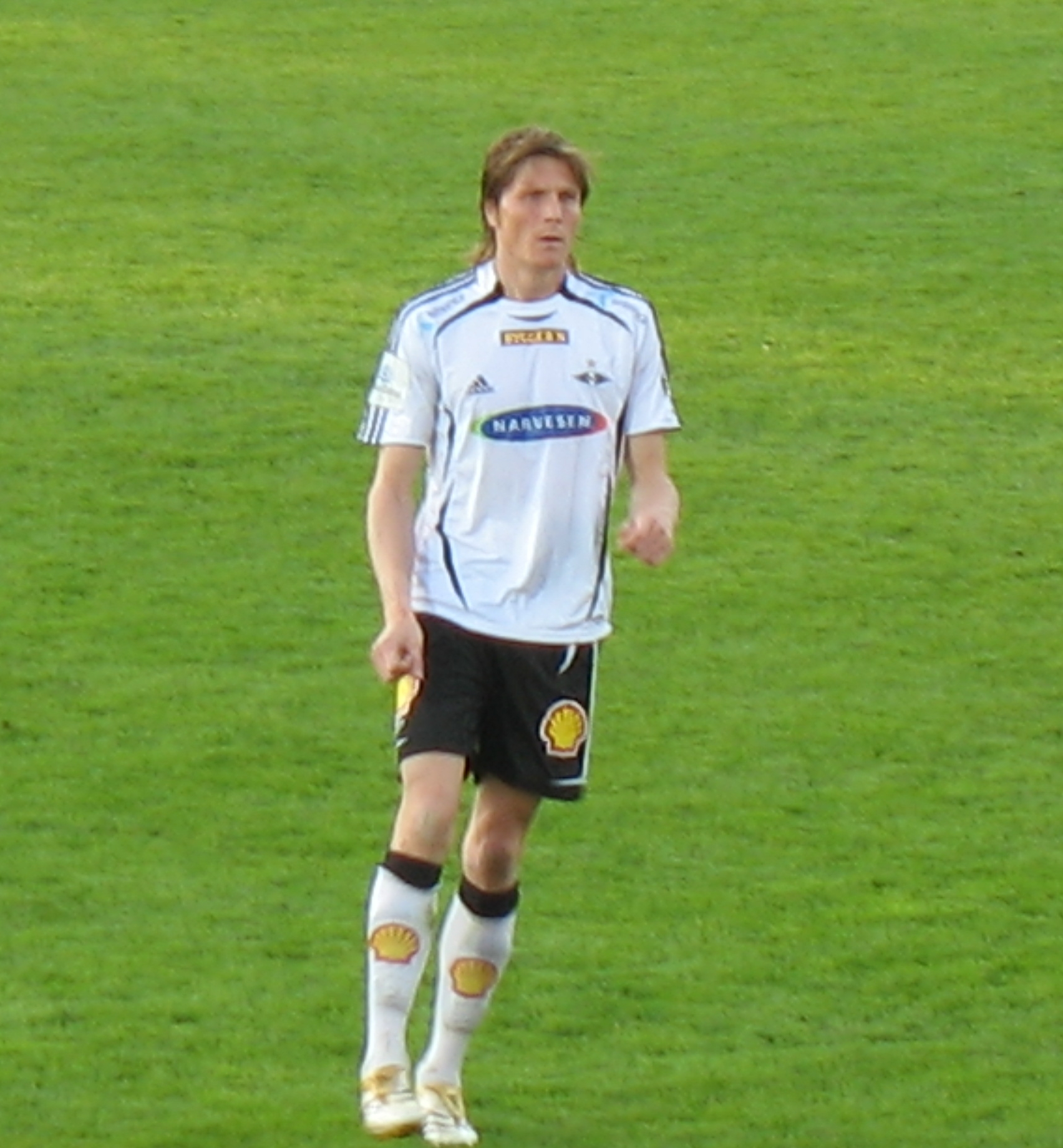
Frode Johnsen firmó en 2000 y se quedó en Trondheim hasta 2006.

Eggen había pasado las dos últimas temporadas dirigiendo a Moss FK, donde por primera vez había ganado la Primera División y después la Segunda División. Una empresa, Rosenborg Sport A / S, fue establecida para asegurar el financiamiento del equipo, en colaboración con Forretningsbanken. La idea había sido frecuentada por Eldar Hansen, quien en ese momento era presidente de la NFF, y garantizó que se darían los permisos necesarios. Eggen fue firmado como entrenador, mientras Dokken asumió el cargo de director de la nueva empresa. Se firmaron dos jugadores F.K. Bodø/Glimt, Mini Jakobsen y el centrocampista Ørjan Berg. La temporada vio a Rosenborg reclamar el doblete, después de vencer a Brann en dos partidos. También vio a Eldar Hansen regresar como presidente, después de que su período como presidente NFF había terminado.
En la temporada 1989 del Rosenborg Ballklub, el club perdió 0-5 en el global contra el RKV Malinas en la Copa de Campeones de Europa 1989-90 y terminó segundo en la liga. Después de la temporada, By Rise intentó una transferencia a Southampton, pero fue detenido por la Professional Footballers' Association. La temporada 1990 del Rosenborg Ballklub vio a Rosenborg ganar el doblete después de vencer a Fyllingen Fotball en la final de la Copa de Noruega de 1990. En la Copa de la UEFA 1990-91, el equipo perdió 2-3 contra el FC Chernomorets Odessa soviético. La temporada 1991 del Rosenborg Ballklub vio al equipo ser subcampeón en la Copa y en la Liga. En la final de la Copa de Noruega de 1991 fue utilizado el portero reserva del Rosenborg, Frode Olsen, que había sido prestado al oponente Strømsgodtset IL para la temporada. Eldar Hansen y la prensa apoyaron públicamente la sustitución de By Rise con Olsen. Rosenborg perdió la final de Copa en parte debido a un pobre partido por Rise. El club perdió ante la Unione Calcio Sampdoria de Italia en la Copa de Campeones de Europa 1991-92. Eggen declaró que si bien la formación ofensiva 4-3-3 funcionó bien en Noruega contra equipos inferiores, no fue tan exitoso contra equipos superiores para las buenas superpotencias de fútbol. Olsen fue vendido posteriormente a IK Start Kristiansand.
Después de la temporada, Brandhaug se retiró, y fue reemplazado por Bent Skammelsrud, que había sido comprado por un precio récord de NOK 600.000 a finales de 1990. Rosenborg firmó con el defensor Stig Inge Bjørnebye, el centrocampista Øyvind Leonhardsen y el delantero Tore André Dahlum. La temporada 1992 del Rosenborg Ballklub dio como resultado el tercer doblete en el cinco temporadas, esta vez después de ganar la final de copa contra Lillestrøm. El equipo perdió 3-5 en el global ante el FC Dinamo Moscú en la Copa de la UEFA 1992-93. La temporada también vio cargos criminales contra Eldar Hansen y otros miembros de la junta, después de que se descubrió que el club había estado llevando a cabo la evasión de impuestos, y toda la junta tuvo que retirarse y fueron multados. Nils Skutle fue elegido presidente en enero de 1993.
La temporada 1993 del Rosenborg Ballklub vio a Rosenborg defender el título de liga por primera vez; el equipo fácilmente avanzó contra el FC Avenir Beggen de Luxemburgo pero perdió ligeramente en la primera ronda de la Liga de Campeones de la UEFA 1993-94 a FK Austria Viena. En el momento en el equipo nacional tuvo un gran éxito con la estrategia defensiva de Egil Olsen, y algunos miembros de la prensa y los jugadores quería que Rosenborg cambiara a un estilo más defensivo, pero esto fue rechazado por Eggen. El 4 de octubre de 1993, un día después de ganar la Liga, varios jugadores líderes exigieron que retirara a Eggen, declararon que no estaban contentos con su estilo de entrenamiento, sobre todopor su comportamiento contra los jugadores individuales y sus conocimientos de fútbol. Al día siguiente, Eggen renunció como gerente, pero la renuncia no fue aprobada por la junta directiva. El asunto se resolvió la misma noche, cuando se alcanzó un compromiso con respecto a los cambios en el estilo de entrenamiento de Eggen.
La temporada 1994 del Rosenborg Ballklub vio el regreso de los jugadores que salieron a préstamo que se convertirían en el centro en el equipo: El delantero Harald Brattbakk y el centrocampista Roar Strand. Durante la Copa Mundial de Fútbol de 1994, los jugadores Rosenborg representaron casi una tercera parte de la escuadra de Noruega. En la Copa de la UEFA 1994-95, el Rosenborg ganó en casa por 1-0 ante el Real Club Deportivo de La Coruña, y el equipo español solo necesitó tiempo extra para vencer a Rosenborg en el partido de vuelta. La temporada también vio el juicio de partidos dobles en la Copa en semifinales, con el Rosenborg perdiendo 4-3 en el global contra el Molde FK, que se convertiría en los principales rivales del club las próximas temporadas.
By Rise se retiró antes de la temporada 1995 del Rosenborg Ballklub y fue reemplazado por Jørn Jamtfall. En la calificación, el Rosenborg jugó contra el Beşiktaş Jimnastik Kulübü de Turquía. Rosenborg ganó el partido 3-0, y se aseguró su juego en la fase de grupos tras perder 1-3 en el Estadio BJK İnönü. En la fase de grupos, el Rosenborg terminó tercero, un punto por debajo del Legia de Varsovia, con el FC Spartak de Moscú terminando primero y Blackburn Rovers Football Club último. Rosenborg tomó el doblete después de vencer a Brann en la Final de la Copa de Noruega de 1995.
Debido a que solo los all-seater stadium fueron añadidos en compensación por la UEFA de 1997, Rosenborg necesitaba ampliar Lerkendal, o se enfrentan a un límite de 2.800 espectadores por partido. Una discusión con el municipio sobre la propiedad, la eliminación de la pista de atletismo, y la construcción de nuevas gradas comenzaron. El stand de Adidas se abrió para la temporada 1996 del Rosenborg Ballklub. Rosenborg logró clasificarse para la Liga de Campeones de la UEFA 1996-97 al vencer al semifinalista de la temporada anterior, el Panathinaikos Fútbol Club. En la fase de grupos, el Rosenborg venció al IFK Göteborg, en el momento considerado como el mejor club de fútbol de Escandinavia, en los dos partidos, pero no logró acumular puntos ante el Fútbol Club Oporto. Antes del último partido, ante el Associazione Calcio Milan en el Estadio Giuseppe Meazza, el Rosenborg necesitaba ganar al avance, después de haber perdido de 1-4 en el partido en casa. El equipo noruego ganó 2-1, y se encontró con la Juventus de Turín en los cuartos de final. Después de la celebración de los campeones reinantes de 1-1, Rosenborg perdió 2-0 en el Stadio delle Alpi. Rosenborg venció al Brann 10-0 y ganó la liga cinco rondas antes de que termine.
El éxito del equipo en Europa aumentó el interés de equipos extranjeros en los jugadores. Iversen fue vendido en 1996, y en 1997 Rosenborg vende o pierde como Agente libre a, Løken, Bjørn Tore Kvarme, Trond Egil Soltvedt, Jon Olav Hjelde, Brattbakk y Ståle Stensaas. Para compensar, el lado lateral André Bergdølmo, el delantero Sigurd Rushfeldt y el mediocampista Runar Berg fueron comprados. La temporada 1997 del Rosenborg Ballklub vio Rosenborg ganar la liga con una diferencia de goles récord 87-20, y clasificarse para la Liga de Campeones de la UEFA 1997-98 al vencer al MTK Budapest FC. En la fase de grupos, el Rosenborg derrotó a Real Madrid Club de Fútbol y al Oporto por 2-0 y 5-1 ante el Olympiacos Fútbol Club en el Lerkendal, y solo un gol en el último minuto por el Olympiacos en el 2-2 final obstaculizando al Rosenborg de ganar en el grupo en la temporada inusual que solo los ganadores de grupo avanzaron a los cuartos de final.
La temporada 1998 del Rosenborg Ballklub vio a Trond Sollied hacerse de gerente por una temporada, mientras que Eggen tomó un año sabático. Vegard Heggem se vendió a Liverpool por un precio récord de NOK 44 millones. Rosenborg ganó la liga con una sola pérdida, pero perdió la final de Copa de Noruega de 1998 contra el Stabæk IF. La participación en la Liga de Campeones de la UEFA 1998-99 fue asegurada después de vencer a Club Brujas en la regla de gol de visitante. En la fase de grupos, tanto Rosenborg, como Galatasaray Spor Kulübü y Juventus terminaron con 8 puntos, y el Rosenborg no avanzar por diferencia de goles. Las ventas hicieron que la continuidad en el equipo fuera baja, y solo tres se habían utilizado durante el partido en Milán, donde se utilizó durante el partido con Juventus.
Eggen regresó antes de la temporada 1999 del Rosenborg Ballklub, que también vio la venta de Rushfeldt y la compra de John Carew. Él le había costado a Rosenborg NOK 23 millones, y fue vendido un año después en NOK 75 millones. Un nuevo campo de entrenamiento fue construido fuera de Lerkendal, y la cubierta Abrahallen fue construida para el entrenamiento de invierno. La temporada vio a Rosenborg reclamar su séptimo doblete y un Walkover para la fase de grupos de la Liga de Campeones de la UEFA 1999-2000. Rosenborg se convirtió en campeón de grupo después de cinco partidos, después de, entre otras victorias la más notable fue el 0-3 contra Borussia Dortmund en el Signal Iduna Park.
La temporada 2000 del Rosenborg Ballklub vio a Carew, Bergdølmo y Bragstad dejar el club, y siendo sustituidos por el delantero Frode Johnsen. Ese año Rosenborg tenía la edad jugador promedio más alta de la Liga de Campeones de la UEFA 2000-01 y fue el único equipo que ha jugado siete temporadas consecutivas en la fase de grupos. A pesar de que vio una victoria 6-0 sobre Helsingborgs IF y 3-1 sobre el París Saint-Germain Football Club en Lerkedal, el equipo perdió 2-7 contra el equipo de París de visitante. La temporada 2001 del Rosenborg Ballklub vio el regreso de Brattbakk y Stensaas. En la Liga de Campeones de la UEFA 2001-02, el Rosenborg ganó solo un partido, y por primera vez él estuvo al final en la fase de grupos. A mitad de la temporada 2002 del Rosenborg Ballklub, Eggen anunció que se retiraría, y Åge Hareide fue contratado como gerente. Después de un lento comienzo de la temporada, Lyn tenía una ventaja de diez puntos, pero Rosenborg finalmente logró ganar el título. En septiembre, Lerkendal se terminó de reconstruir con todos los asientos modernos, con capacidad para 21.166 espectadores. En el grupo de la Liga de Campeones de la UEFA 2002-03 con el Inter de Milán, Olympique de Lyon y Ajax de Ámsterdam, el Rosenborg no pudo ganar una sola victoria, pero logró cuatro empates.

## Internacionalización

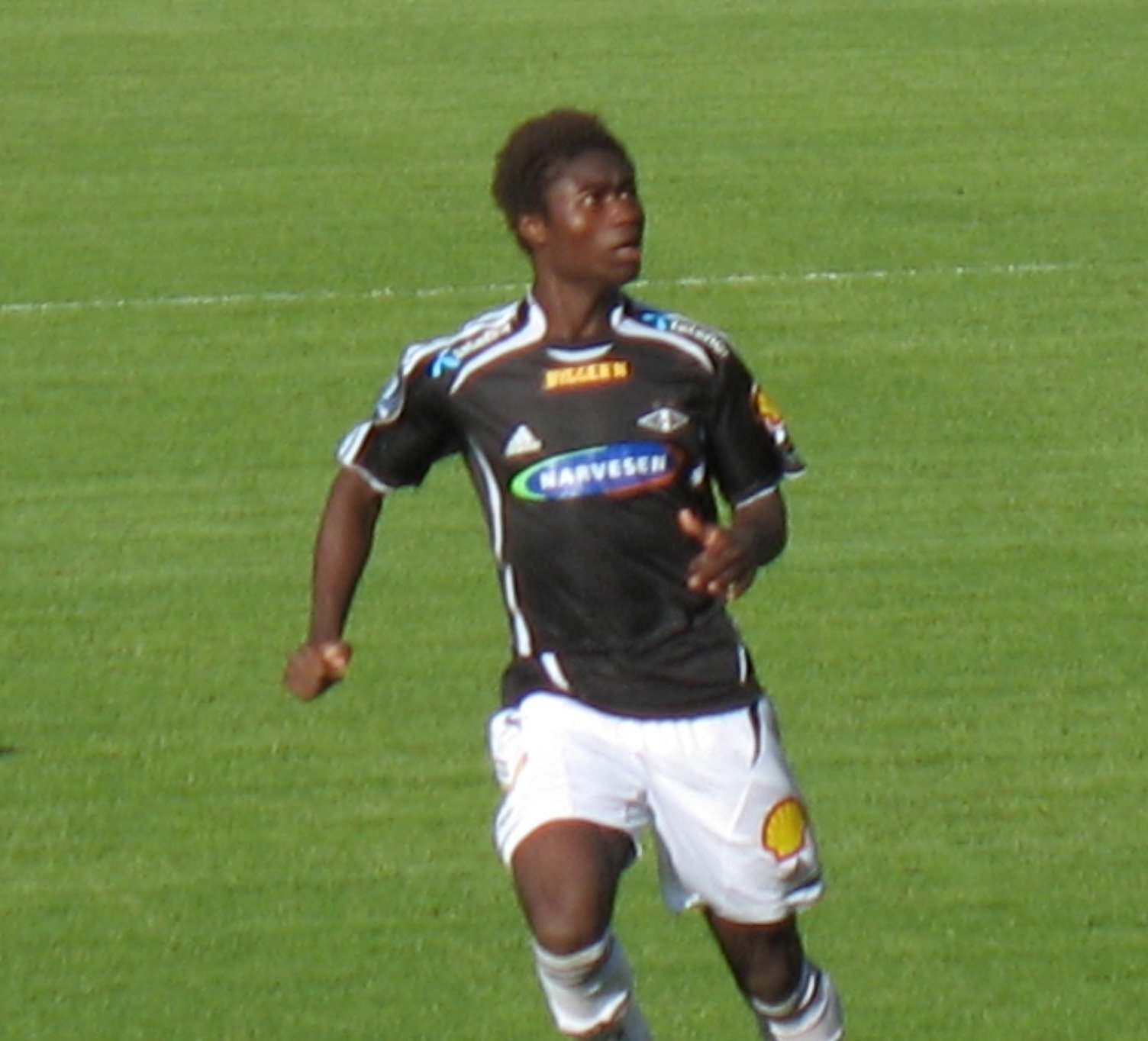
Rosenborg fue el equipo que creó a Alexander Tettey.

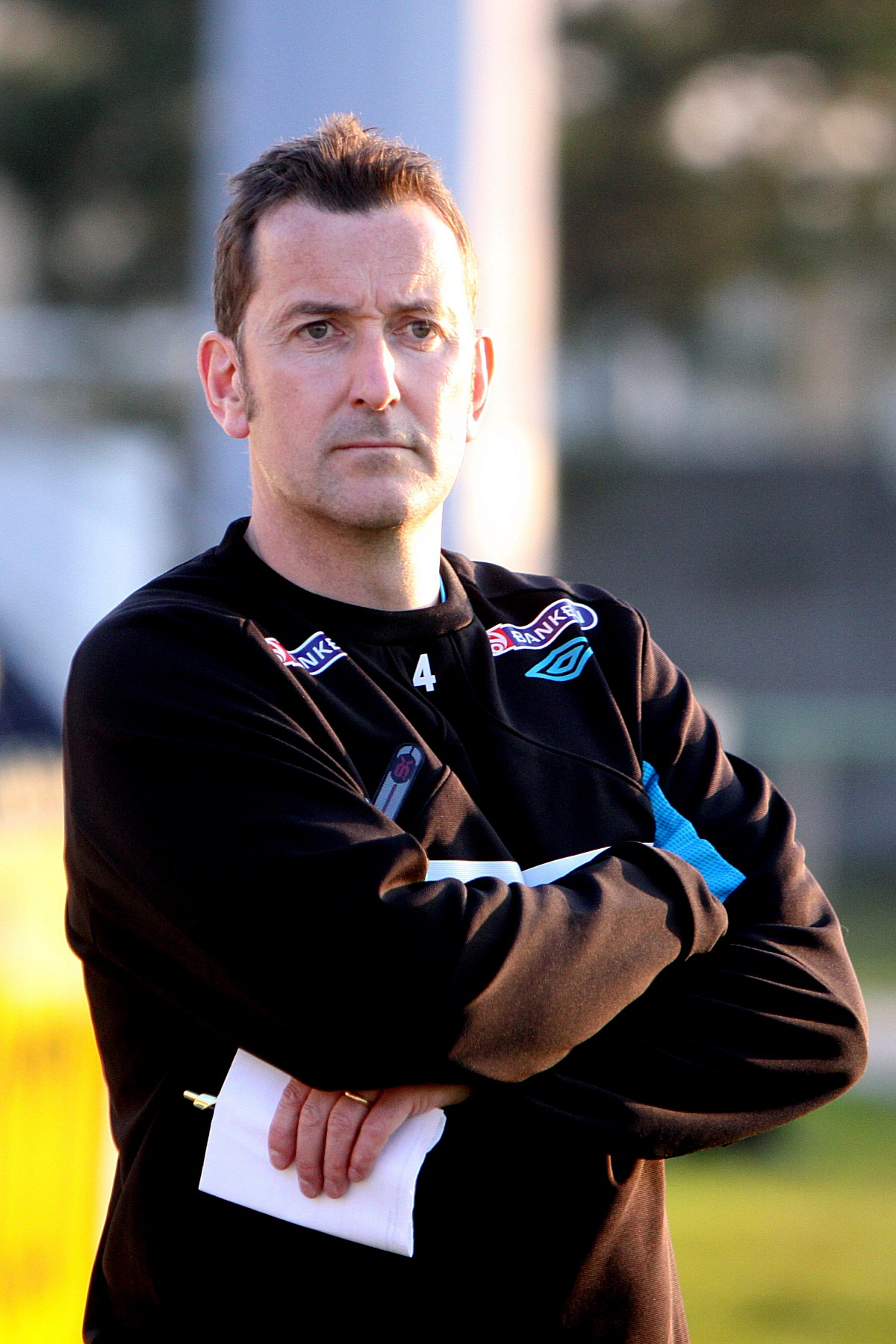
Per Joar Hansen dirigió a Rosenborg de 2004 a 2005.

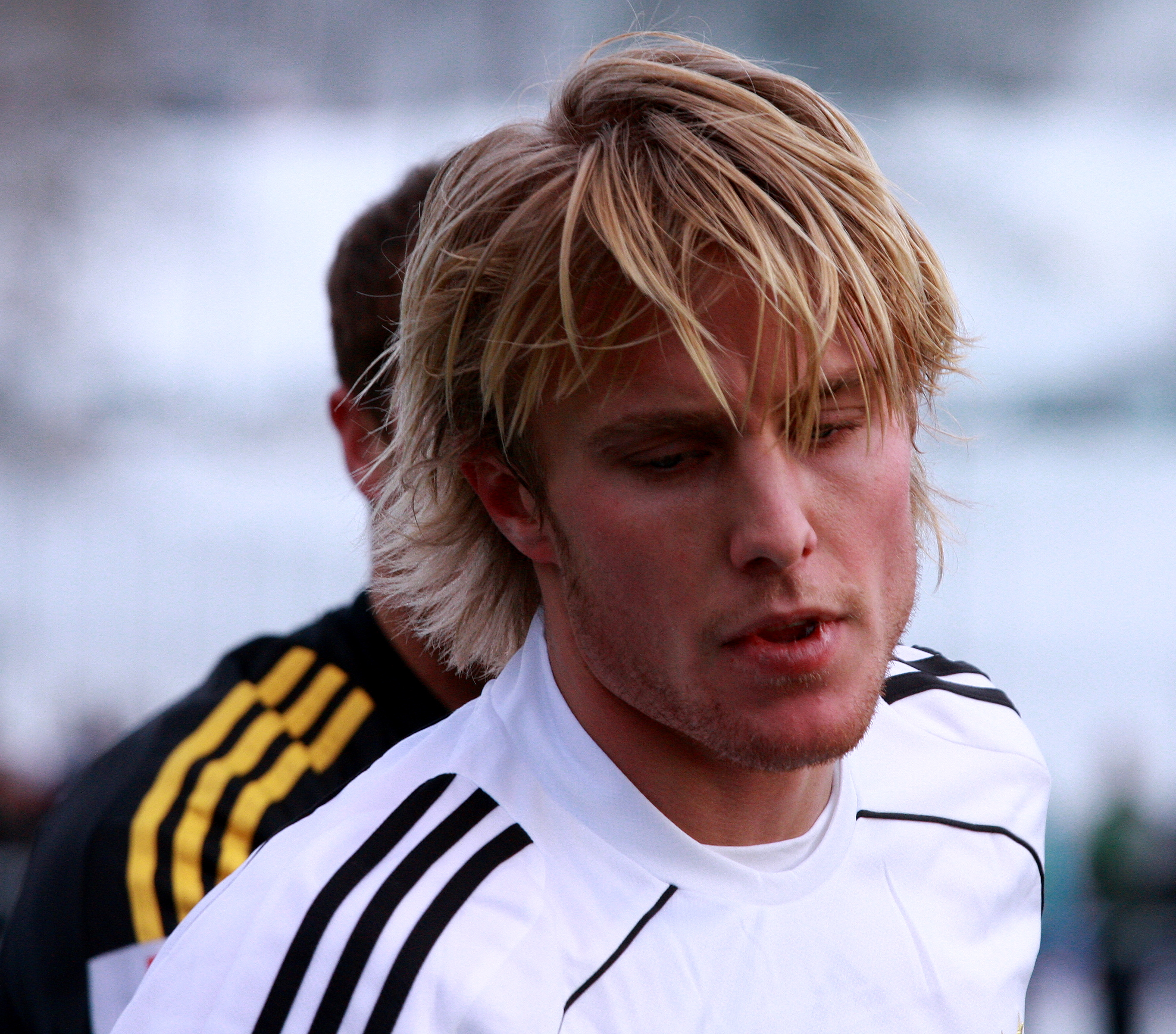
Rosenborg fue el equipo que vio nacer a Per Ciljan Skjelbred.

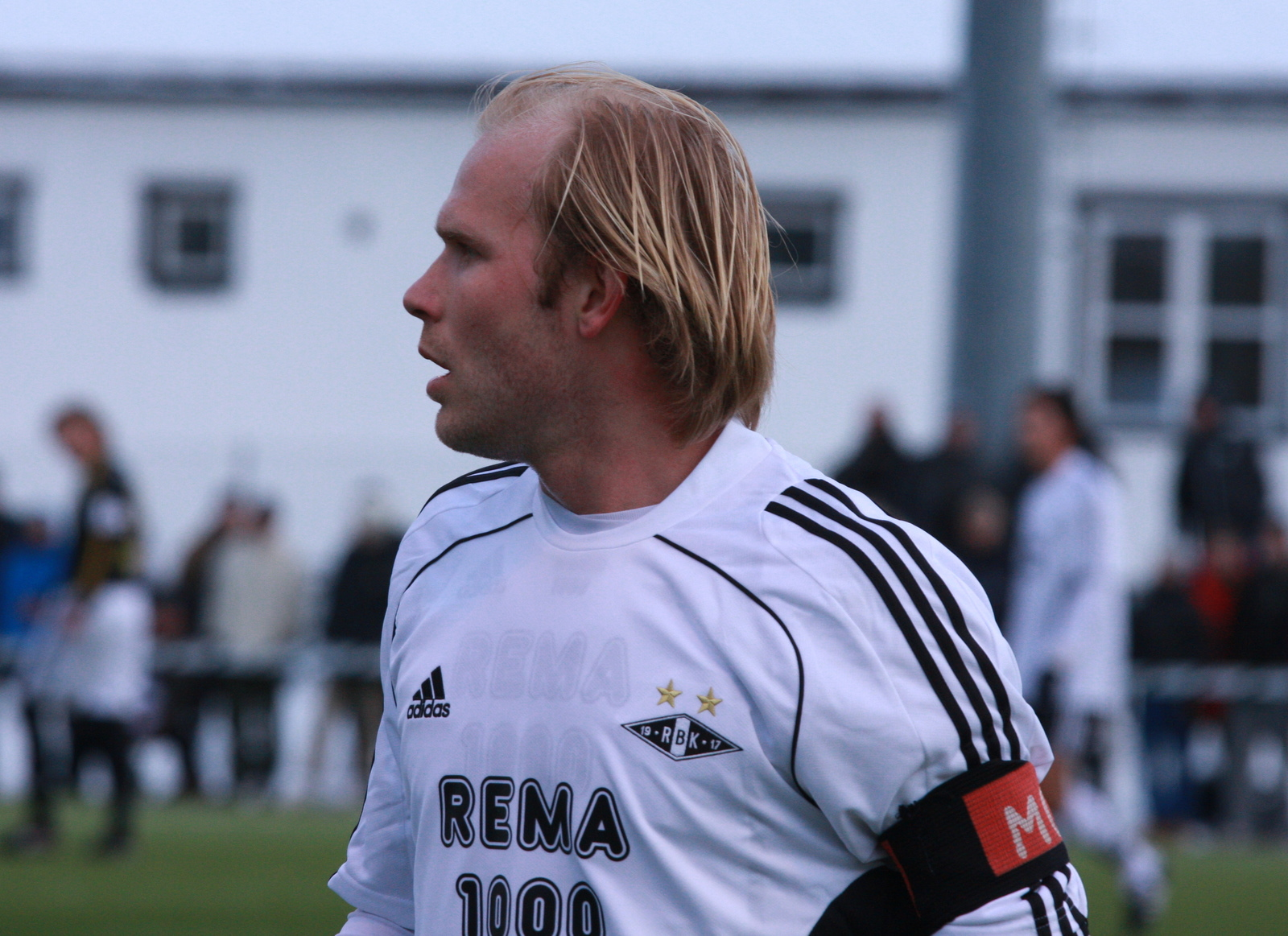
Mikael Dorsin llegó a Rosenborg cuando solo tenía 23 años.

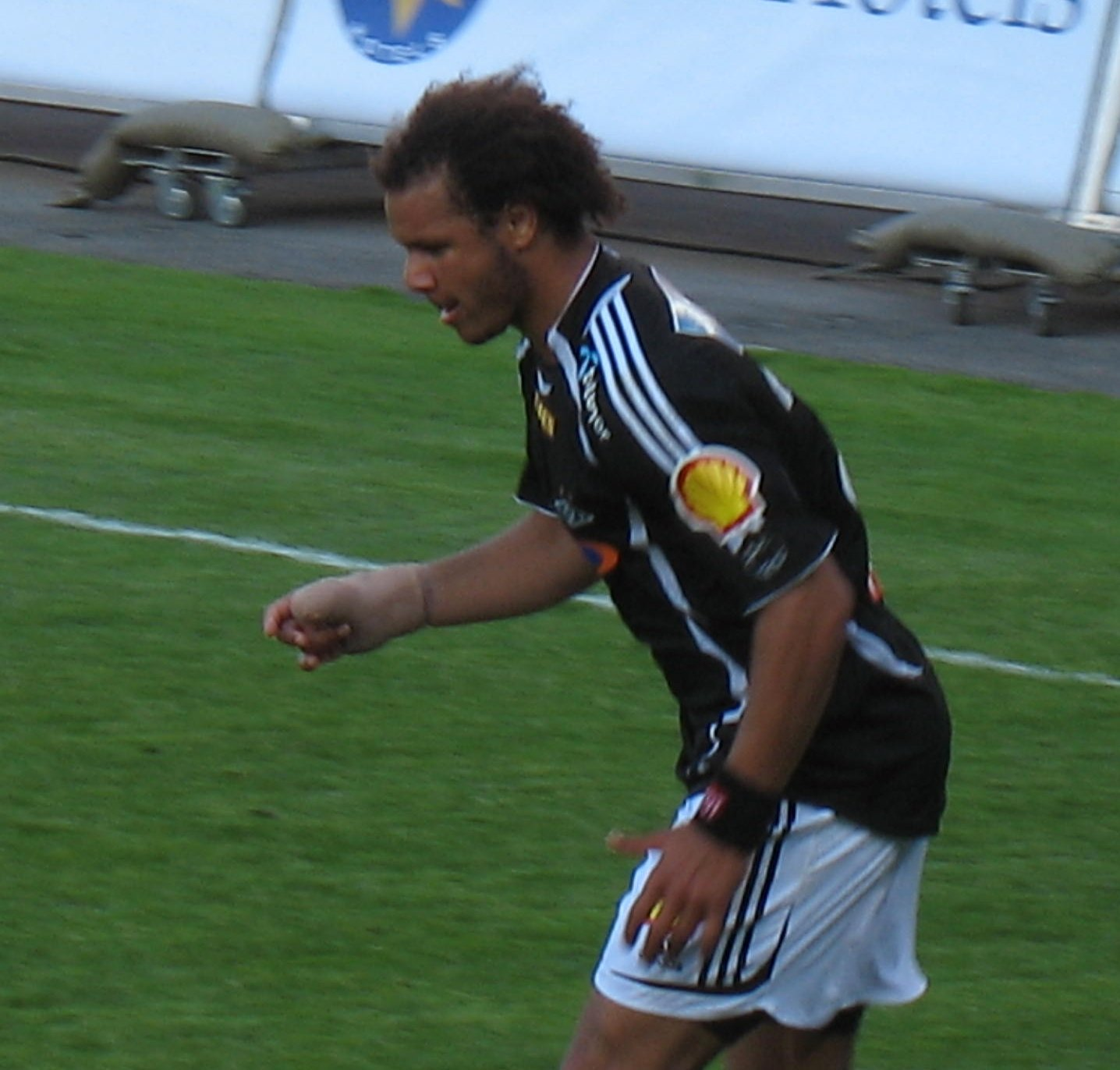
Daniel Braaten llegó a Rosenborg con solo 22 años.

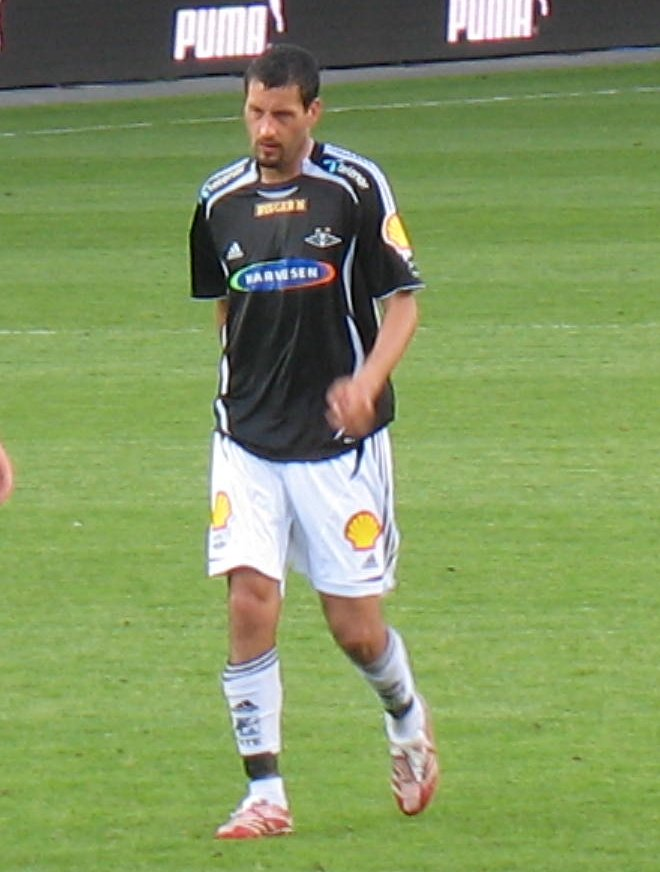
Alejandro Lago estuvo en Rosenborg de 2005 a 2011.

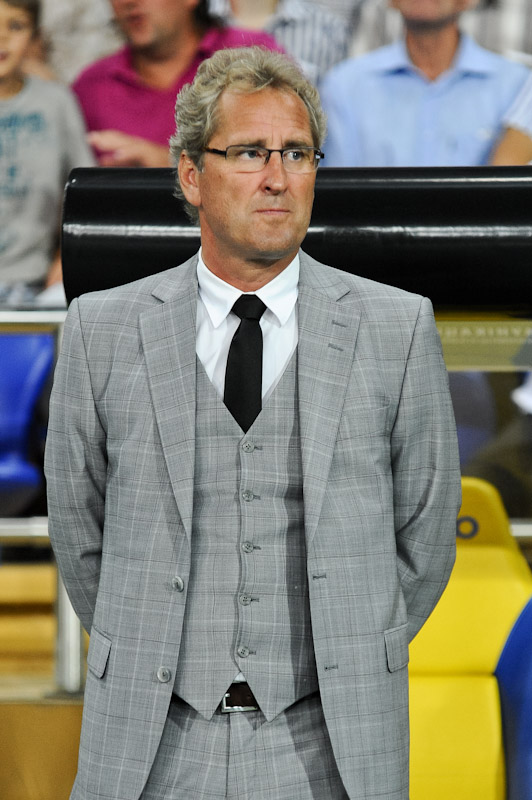
Erik Hamrén dirigió a Rosenborg de 2008 a 2010.

Una de las principales prioridades de Hareide fue reemplazar a los viejos jugadores claves con los más jóvenes. Skammelsrud fue el primero en ser retirado, y la posición de mediapunta fue asumida por Ørjan Berg. También aumentó el énfasis en el trabajo defensivo. En la temporada 2003 del Rosenborg Ballklub, el equipo tomó el doblete, ganando la liga y la copa delante de Bodo / Glimt. Sin embargo, el Rosenborg no pudo vencer a Deportivo de La Coruña en la Liga de Campeones de la UEFA 2003-04, y en su lugar jugó en la Copa de la UEFA 2003-04. En septiembre, Hareide se ofreció para asumir como entrenador de la selección nacional, después la NFF había pagado a Rosenborg una gran compensación.
By Rise, que había sido asistente del entrenador tanto de Hareide y Eggen desde 1999, fue contratado como entrenador de cara a la temporada 2004 del Rosenborg Ballklub, con un contrato de dos años. By Rise llevó al club a la Liga de Campeones de la UEFA 2004-05, pero no pudo ganar ningún juego en la fase de grupos. Dos juegos antes del final de la Tippeligaen 2004, el Rosenborg no había ganado un partido en un mes. A By Rise se le dijo que tendría que retirarse después de la temporada. Rosenborg ganó el partido contra Bodø / Glimt, y antes de la ronda final tenía el mismo número de puntos y diferencia de goles como Vålerenga, aunque Rosenborg tuvo más goles anotados. En los últimos partidos simultáneos, Rosenborg ganó 4-1 y Vålerenga ganó 3-0, y Rosenborg aseguró su décimo tercer título consecutivo en goles anotados. La temporada también vio la primera de las tres ediciones de la postemporada escandinava de la Royal League de Escandinavia. Rosenborg avanzó a la segunda fase de grupos, pero no avanzó desde allí.
Per Joar Hansen, asistente de ascenso, se hizo cargo de la temporada 2005 del Rosenborg Ballklub, con Eggen como mentor y Rune Skarsfjord y Bjørn Hansen como asistentes. También vio el regreso de Kvarme, la compra de defensor Alejandro Lago, y el retiro de Hoftun. Alexander Tettey y Per Ciljan Skjelbred se establecieron en el equipo, junto con el sueco Mikael Dorsin. Por las vacaciones de verano, Per Joar Hansen consideró que Eggen era demasiado dominante, y lo quería eliminar. Después de que el equipo había perdido 1-2 ante el Lillestrøm el 7 de agosto, y estaba claro que el equipo no iba a ganar la Tippeligaen 2005, Hansen renunció. Per-Mathias Høgmo fue contratado al día siguiente. Rosenborg calificó a la Liga de Campeones de la UEFA 2005-06 después de vencer a Steaua de Bucarest, pero solo logró un séptimo lugar en la liga, después de haber perdido a un mayor porcentaje de juegos que Hansen.
La temporada 2006 del Rosenborg Ballklub vio al Rosenborg no participar en un torneo de la UEFA por primera vez desde 1988. Steffen Iversen fue comprado, y se convertiría en el máximo goleador del equipo en cuatro de las siguientes cinco temporadas, junto con Daniel Braaten y Marek Sapara. Høgmo contrató una serie de entrenadores especializados adicionales, incluyendo un entrenador mental, un preparador físico, entrenador de desarrollo y Knut Tørum como asistente. En julio, Høgmo fue despedido fuera en parte debido a la presión de los periódicos causado por resultados mediocres y los cambios constantes en las posiciones y Tørum asumió el cargo de entrenador. Tuvo éxito en el cambio de la corriente, y ganó la liga tras vencer Brann dos rondas antes del final de la temporada.
Høgmo nunca regresó, y Tørum se convirtió en entrenador permanente para la temporada 2007 del Rosenborg Ballklub, pero se retiró cinco partidos antes del final de la temporada, dejando a su asistente Trond Henriksen con la posición de entrenador. El club terminó quinto en la Tippeligaen 2007, pero se las arregló para llegar a la Liga de Campeones de la UEFA 2007-08, donde el equipo ganó dos partidos ante el Valencia por 2-0 y empató el Chelsea Football Club en Stamford Bridge.
Erik Hamrén fue contratado como nuevo entrenador, pero su contrato existente le impidió comenzar hasta julio, por lo que Henriksen continuó hasta entonces. Cuando se hizo cargo del equipo, estaba en el noveno lugar, y él lo puso al quinto al el final de la temporada. El club se clasificó para la Copa de la UEFA 2008-09 como co-ganador de la Copa Intertoto de la UEFA 2008 tras vencer a NAC Breda; en la Copa de la UEFA, el Rosenborg avanzó a la fase de grupos. En la temporada 2009 del Rosenborg Ballklub, Hamrén logró el éxito al ganar la Liga, aunque el club perdió con el Qarabağ Futbol Klubu de Azerbaiyán en la calificación para la Liga Europa de la UEFA 2009-10 y perdió 5-0 con el Molde en la Copa de Noruega 2009 en cuartos de final. Hamrén dejó el club durante la temporada 2010 del Rosenborg Ballklub para convertirse en entrenador de Suecia. Eggen asumió el cargo de gerente de nuevo, y los llevó al título de Liga, sin haber perdido ni un solo partido de Liga. Después de avanzar más allá de Linfield Football Club y AIK Estocolmo, Rosenborg perdió contra FC Copenhague sobre la regla del gol fuera de casa para jugar en la Liga de Campeones de la UEFA 2010-11, y en su lugar jugó la fase de grupos de la Liga Europa de la UEFA 2010-11.